# Stop for a Minute
Stop for a Minute – utwór muzyczny niemieckiej piosenkarki Sandry z 1987 roku.

## Tło
Piosenkę skomponował i wyprodukował Michael Cretu, a jej tekst napisał Klaus Hirschburger. Pierwotnie ukazała się ona na składance Ten on One (The Singles) jesienią 1987, a na początku 1988 roku wydana została jako singel, docierając do 9. miejsca na niemieckiej liście sprzedaży. Na stronie B wydano piosenkę „Two Lovers Tonight” z płyty Mirrors. „Stop for a Minute” wykorzystano w niemieckim serialu kryminalnym Tatort. W 2006 roku remiks piosenki ukazał się na płycie Reflections.

## Lista utworów
- 7" single

A. „Stop for a Minute” – 4:05
B. „Two Lovers Tonight” – 3:45
- 12" single

A. „Stop for a Minute” (Extended Version) – 6:19
B1. „Two Lovers Tonight” – 3:45
B2. „Stop for a Minute” (Single Version) – 4:05

## Pozycje na listach
| Lista                        | Najwyższa pozycja |
| ---------------------------- | ----------------- |
| Niemcy (Media Control)       | 9                 |
| Szwajcaria (Singles Top 100) | 14                |